# Opatów (gromada w powiecie opatowskim)
Opatów (do 30 XII 1961 Oficjałów) – dawna gromada, czyli najmniejsza jednostka podziału terytorialnego Polskiej Rzeczypospolitej Ludowej w latach 1954–1972.
Gromady, z gromadzkimi radami narodowymi (GRN) jako organami władzy najniższego stopnia na wsi, funkcjonowały od reformy reorganizującej administrację wiejską przeprowadzonej jesienią 1954 do momentu ich zniesienia z dniem 1 stycznia 1973, tym samym wypierając organizację gminną w latach 1954–1972.
Gromadę Opatów z siedzibą GRN w mieście Opatów (nie wchodzącym w jej skład) utworzono 31 grudnia 1961 w powiecie opatowskim w woj. kieleckim w związku ze zmianą nazwy gromady Oficjałów (której siedziba już od 1 stycznia 1959 znajdowała się w Opatowie) na gromada Opatów. 
W 1965 roku gromada miała 27 członków gromadzkiej rady narodowej.
1 stycznia 1969 do gromady Opatów przyłączono obszar zniesionej gromady Jurkowice.
Gromada przetrwała do końca 1972 roku, czyli do kolejnej reformy gminnej. 1 stycznia 1973 w powiecie opatowskim reaktywowano zniesioną w 1954 roku gminę Opatów.